# Llista de topònims de Cornudella de Montsant
Llista de topònims (noms propis de lloc) del municipi de Cornudella de Montsant, al Priorat
Informació actualitzada per un bot. Els canvis manuals es perdran quan s'actualitzi!

## arbre singular
| imatge | Nom                           | Ubicat a               | instància de   | Detalls                                                                       | coordenades                                                                                | Protecció        | Commons (més fotos)           | Dades a WD                    |
| ------ | ----------------------------- | ---------------------- | -------------- | ----------------------------------------------------------------------------- | ------------------------------------------------------------------------------------------ | ---------------- | ----------------------------- | ----------------------------- |
|        | alzina del Mas de la Barba    | Cornudella de Montsant | arbre singular | Taxon: alzina (Quercus ilex) Ample: 21.8m Alt: 12m Perímetre: 3.27m           | 41° 16′ 15″ N, 0° 57′ 29″ E / 41.27073°N,0.95819°E ca:Mas de la Barba, Siurana 773 msnm    | arbre monumental | Alzina del Mas de la Barba    | Modifica les dades a Wikidata |
|        | om del Parc de Cornudella     | Cornudella de Montsant | arbre singular | Taxon: Om comú (Ulmus minor) Ample: 20.5m Alt: 20m Perímetre: 3.6m            | 41° 15′ 48″ N, 0° 54′ 14″ E / 41.26328°N,0.90388°E ca:Parc municipal                       | arbre monumental | Om del Parc de Cornudella     | Modifica les dades a Wikidata |
|        | surera del Mas de les Moreres | Cornudella de Montsant | arbre singular | Taxon: alzina surera (Quercus suber) Ample: 15.8m Alt: 12.5m Perímetre: 3.54m | 41° 13′ 40″ N, 0° 54′ 12″ E / 41.2279°N,0.90326°E ca:Obaga del Mas de les Moreres 504 msnm | arbre monumental | Surera del Mas de les Moreres | Modifica les dades a Wikidata |

## cabana
| imatge | Nom                       | Ubicat a               | instància de | Detalls       | coordenades                                                                   | Protecció | Commons (més fotos) | Dades a WD                    |
| ------ | ------------------------- | ---------------------- | ------------ | ------------- | ----------------------------------------------------------------------------- | --------- | ------------------- | ----------------------------- |
|        | caseta del Campinya       | Cornudella de Montsant | cabana       |               | 41° 18′ 02″ N, 0° 55′ 56″ E / 41.3005471483657°N,0.932100930047799°E          |           |                     | Modifica les dades a Wikidata |
|        | corral d'en Pla           | Cornudella de Montsant | cabana       |               | 41° 15′ 52″ N, 0° 56′ 56″ E / 41.2644165423016°N,0.949022662665182°E          |           |                     | Modifica les dades a Wikidata |
|        | corral de l'Agustí        | Cornudella de Montsant | cabana       |               | 41° 18′ 11″ N, 0° 54′ 41″ E / 41.3030457317019°N,0.911358424581011°E          |           |                     | Modifica les dades a Wikidata |
|        | corral de l'Isidret       | Cornudella de Montsant | cabana       |               | 41° 15′ 56″ N, 0° 57′ 02″ E / 41.2655085388435°N,0.950659717763906°E          |           |                     | Modifica les dades a Wikidata |
|        | corral de la Carraca      | Cornudella de Montsant | cabana       | Estat: ruïnós | 41° 19′ 32″ N, 0° 54′ 40″ E / 41.3254942419602°N,0.91103571912407°E 792 msnm  |           |                     | Modifica les dades a Wikidata |
|        | corral del Bernat         | Cornudella de Montsant | cabana       |               | 41° 19′ 07″ N, 0° 55′ 45″ E / 41.3185283051916°N,0.929274440222574°E          |           |                     | Modifica les dades a Wikidata |
|        | corral del Peret          | Cornudella de Montsant | cabana       |               | 41° 19′ 56″ N, 0° 50′ 11″ E / 41.3321288015776°N,0.836282625715583°E          |           |                     | Modifica les dades a Wikidata |
|        | corral del Peret del Silo | Cornudella de Montsant | cabana       |               | 41° 18′ 43″ N, 0° 55′ 35″ E / 41.3120635161714°N,0.92639707189594°E           |           |                     | Modifica les dades a Wikidata |
|        | pallissa del Jepo         | Cornudella de Montsant | cabana       | Estat: ruïnós | 41° 18′ 16″ N, 0° 54′ 55″ E / 41.3043128949813°N,0.915176036126952°E 785 msnm |           | Pallissa del Jepo   | Modifica les dades a Wikidata |

## casa
| imatge | Nom                | Ubicat a               | instància de | Detalls                                          | coordenades                                                                           | Protecció                                  | Commons (més fotos)                         | Dades a WD                    |
| ------ | ------------------ | ---------------------- | ------------ | ------------------------------------------------ | ------------------------------------------------------------------------------------- | ------------------------------------------ | ------------------------------------------- | ----------------------------- |
|        | Ca l'Esteve        | Cornudella de Montsant | casa         | Estil: arquitectura popular                      | 41° 15′ 52″ N, 0° 54′ 15″ E / 41.2645°N,0.90416°E                                     | bé integrant del patrimoni cultural català | Ca l'Esteve (Cornudella de Montsant)        | Modifica les dades a Wikidata |
|        | Cal Cardona        | Cornudella de Montsant | casa         | Estil: arquitectura popular 19th century         | 41° 15′ 50″ N, 0° 54′ 21″ E / 41.263933°N,0.905923°E ca:C. de les Eres, 9 535 msnm    | bé integrant del patrimoni cultural català | Cal Cardona (Cornudella de Montsant)        | Modifica les dades a Wikidata |
|        | Cal Carriletes     | Cornudella de Montsant | casa         | Estil: arquitectura popular                      | 41° 15′ 58″ N, 0° 54′ 19″ E / 41.266°N,0.905408°E                                     | bé integrant del patrimoni cultural català | Cal Carriletes (Cornudella de Montsant)     | Modifica les dades a Wikidata |
|        | Cal Cúries         | Cornudella de Montsant | casa         | Estil: arquitectura popular 19th century         | 41° 15′ 58″ N, 0° 54′ 21″ E / 41.266232°N,0.905843°E ca:C. Sant Jaume, 5 532 msnm     | bé integrant del patrimoni cultural català | Cal Cúries (Cornudella de Montsant)         | Modifica les dades a Wikidata |
|        | Cal Doval          | Cornudella de Montsant | casa         | Estil: arquitectura del Renaixement              | 41° 15′ 55″ N, 0° 54′ 18″ E / 41.265379°N,0.904987°E                                  | bé integrant del patrimoni cultural català | Cal Doval (Cornudella de Montsant)          | Modifica les dades a Wikidata |
|        | Cal Miquel Pólvora | Cornudella de Montsant | casa         | Estil: arquitectura popular 19th century         | 41° 15′ 55″ N, 0° 54′ 13″ E / 41.265305°N,0.903611°E ca:C. Sant Isidre, 2 535 msnm    | bé integrant del patrimoni cultural català | Cal Miquel Pólvora (Cornudella de Montsant) | Modifica les dades a Wikidata |
|        | Cal Pinyol         | Cornudella de Montsant | casa         | Estil: arquitectura del Renaixement 17th century | 41° 15′ 58″ N, 0° 54′ 20″ E / 41.26614°N,0.905458°E ca:C. dels Abeuradors, 2 532 msnm | bé integrant del patrimoni cultural català | Cal Pinyol (Cornudella de Montsant)         | Modifica les dades a Wikidata |
|        | Cal Porret         | Cornudella de Montsant | casa         | Estil: arquitectura popular arquitectura gòtica  | 41° 15′ 56″ N, 0° 54′ 23″ E / 41.2655°N,0.906279°E                                    | bé integrant del patrimoni cultural català | Cal Porret (Cornudella de Montsant)         | Modifica les dades a Wikidata |
|        | Cal Tomasito       | Cornudella de Montsant | casa         | Estil: arquitectura popular 18th century         | 41° 15′ 56″ N, 0° 54′ 21″ E / 41.265539°N,0.905829°E ca:Pl. de la Vila, 13 531 msnm   | bé integrant del patrimoni cultural català | Cal Tomasito (Cornudella de Montsant)       | Modifica les dades a Wikidata |
|        | Can Catero         | Cornudella de Montsant | casa         | Estil: arquitectura del Renaixement              | 41° 15′ 56″ N, 0° 54′ 21″ E / 41.2655°N,0.905865°E                                    | bé cultural d'interès local                | Can Catero (Cornudella de Montsant)         | Modifica les dades a Wikidata |
|        | Can Miralles       | Cornudella de Montsant | casa         | Estil: arquitectura barroca                      | 41° 15′ 56″ N, 0° 54′ 21″ E / 41.2655°N,0.905961°E                                    | bé cultural d'interès local                | Can Miralles (Cornudella de Montsant)       | Modifica les dades a Wikidata |

## cova
| imatge | Nom                  | Ubicat a               | instància de | Detalls | coordenades                                                          | Protecció | Commons (més fotos) | Dades a WD                    |
| ------ | -------------------- | ---------------------- | ------------ | ------- | -------------------------------------------------------------------- | --------- | ------------------- | ----------------------------- |
|        | Cova Tosca           | Cornudella de Montsant | cova         |         | 41° 15′ 38″ N, 0° 57′ 19″ E / 41.2605726931928°N,0.955218662991702°E |           |                     | Modifica les dades a Wikidata |
|        | cova del Carletes    | Cornudella de Montsant | cova         |         | 41° 15′ 53″ N, 0° 55′ 42″ E / 41.2646146267981°N,0.928400841154797°E |           |                     | Modifica les dades a Wikidata |
|        | cova del Portalloret | Cornudella de Montsant | cova         |         | 41° 15′ 36″ N, 0° 57′ 16″ E / 41.2600569170063°N,0.954578253402708°E |           |                     | Modifica les dades a Wikidata |
|        | cova del Titi        | Cornudella de Montsant | cova         |         | 41° 15′ 49″ N, 0° 55′ 46″ E / 41.2636696701437°N,0.929445368376737°E |           |                     | Modifica les dades a Wikidata |
|        | les Esplugues        | Cornudella de Montsant | cova         |         | 41° 15′ 52″ N, 0° 55′ 40″ E / 41.2643794837986°N,0.927847227887715°E |           |                     | Modifica les dades a Wikidata |

## curs d'aigua
| imatge | Nom                    | Ubicat a                        | instància de | Detalls                     | coordenades | Protecció | Commons (més fotos) | Dades a WD                    |
| ------ | ---------------------- | ------------------------------- | ------------ | --------------------------- | --- | --------- | ------------------- | ----------------------------- |
|        | Barranc de la Gritella | Cornudella de Montsant          | curs d'aigua | Desemboca: riu de Siurana   | 41° 15′ 53″ N, 0° 57′ 36″ E / 41.2646°N,0.960075°E                                                                          |           |                     | Modifica les dades a Wikidata |
|        | riu de Siurana         | Baix Camp Priorat Ribera d'Ebre | curs d'aigua | Desemboca: Ebre Llarg: 50km | 41° 16′ 37″ N, 0° 59′ 58″ E / 41.276988°N,0.999557°E 41° 07′ 54″ N, 0° 38′ 41″ E / 41.13170194444445°N,0.6447438888888889°E |           | Riu de Siurana      | Modifica les dades a Wikidata |

## entitat singular de població
| imatge | Nom                    | Ubicat a               | instància de                                   | Detalls | coordenades                                                                 | Protecció                                            | Commons (més fotos) | Dades a WD                    |
| ------ | ---------------------- | ---------------------- | ---------------------------------------------- | ------- | --------------------------------------------------------------------------- | ---------------------------------------------------- | ------------------- | ----------------------------- |
|        | Albarca                | Cornudella de Montsant | entitat singular de població                   | 4 hab   | 41° 18′ 03″ N, 0° 54′ 46″ E / 41.30087°N,0.91285°E 815 msnm                 |                                                      | Albarca             | Modifica les dades a Wikidata |
|        | Cornudella de Montsant | Cornudella de Montsant | entitat singular de població capital municipal | 997 hab | 41° 15′ 54″ N, 0° 54′ 20″ E / 41.26509943°N,0.90556711°E 531 msnm           |                                                      |                     | Modifica les dades a Wikidata |
|        | Siurana                | Cornudella de Montsant | entitat singular de població indret històric   | 32 hab  | 41° 15′ 28″ N, 0° 55′ 55″ E / 41.257777777778°N,0.93194444444444°E 737 msnm | bé d'interès cultural bé cultural d'interès nacional | Siurana de Prades   | Modifica les dades a Wikidata |

## església
| imatge | Nom                                 | Ubicat a               | instància de | Detalls                                                   | coordenades                                                               | Protecció                                  | Commons (més fotos)                      | Dades a WD                    |
| ------ | ----------------------------------- | ---------------------- | ------------ | --------------------------------------------------------- | ------------------------------------------------------------------------- | ------------------------------------------ | ---------------------------------------- | ----------------------------- |
|        | Oratori de la Mare de Déu del Pilar | Cornudella de Montsant | església     | Estil: arquitectura barroca                               | 41° 15′ 54″ N, 0° 54′ 13″ E / 41.265°N,0.903603°E                         | bé integrant del patrimoni cultural català | Oratori de la Mare de Déu del Pilar      | Modifica les dades a Wikidata |
|        | Sant Joan Petit                     | Cornudella de Montsant | església     | Estil: arquitectura popular                               | 41° 16′ 43″ N, 0° 53′ 28″ E / 41.2787°N,0.890981°E                        | bé integrant del patrimoni cultural català | Sant Joan Petit (Cornudella de Montsant) | Modifica les dades a Wikidata |
|        | Sant Joan del Codolar               | Cornudella de Montsant | església     | Estil: arquitectura barroca                               | 41° 16′ 52″ N, 0° 53′ 17″ E / 41.2812°N,0.888184°E serra de Montsant      | bé cultural d'interès local                | Sant Joan del Codolar                    | Modifica les dades a Wikidata |
|        | Sant Vicenç d'Albarca               | Cornudella de Montsant | església     | Estil: arquitectura romànica arquitectura del Renaixement | 41° 18′ 04″ N, 0° 54′ 48″ E / 41.3012°N,0.91325°E ca:Carrer de l'Església | bé integrant del patrimoni cultural català | Sant Vicenç d'Albarca                    | Modifica les dades a Wikidata |
|        | Santa Maria de Cornudella           | Cornudella de Montsant | església     | Estil: arquitectura del Renaixement                       | 41° 15′ 53″ N, 0° 54′ 20″ E / 41.2648°N,0.90543°E                         | bé cultural d'interès nacional             | Santa Maria de Cornudella de Montsant    | Modifica les dades a Wikidata |
|        | Santa Maria de Siurana              | Cornudella de Montsant | església     | Estil: arquitectura romànica Anomenat per: Verge Maria    | 41° 15′ 28″ N, 0° 55′ 57″ E / 41.25788056°N,0.93245833°E 736 msnm         | bé cultural d'interès local                | Santa Maria de Siurana                   | Modifica les dades a Wikidata |

## font
| imatge | Nom                     | Ubicat a               | instància de | Detalls                     | coordenades                                                                       | Protecció                                  | Commons (més fotos)                   | Dades a WD                    |
| ------ | ----------------------- | ---------------------- | ------------ | --------------------------- | --------------------------------------------------------------------------------- | ------------------------------------------ | ------------------------------------- | ----------------------------- |
|        | Font                    | Cornudella de Montsant | font         | 19th century                | 41° 15′ 57″ N, 0° 54′ 20″ E / 41.265917°N,0.905567°E ca:Pl. de Sant Joan 532 msnm | bé integrant del patrimoni cultural català | Font (Cornudella de Montsant)         | Modifica les dades a Wikidata |
|        | font Voltada            | Cornudella de Montsant | font         |                             | 41° 14′ 43″ N, 0° 56′ 26″ E / 41.2453859613708°N,0.940524571879942°E              |                                            |                                       | Modifica les dades a Wikidata |
|        | font d'Albarca          | Cornudella de Montsant | font         |                             | 41° 17′ 55″ N, 0° 54′ 20″ E / 41.298618°N,0.905514°E Albarca 791 msnm             |                                            | Font d'Albarca                        | Modifica les dades a Wikidata |
|        | font de Dalt            | Cornudella de Montsant | font         | Estil: arquitectura popular | 41° 15′ 58″ N, 0° 54′ 16″ E / 41.266213°N,0.904519°E ca:C. de la Font 547 msnm    | bé integrant del patrimoni cultural català | Font de Dalt (Cornudella de Montsant) | Modifica les dades a Wikidata |
|        | font del Carcaix        | Cornudella de Montsant | font         |                             | 41° 17′ 09″ N, 0° 57′ 25″ E / 41.285814233974°N,0.95685926299722°E                |                                            |                                       | Modifica les dades a Wikidata |
|        | font del Còdol          | Cornudella de Montsant | font         |                             | 41° 16′ 09″ N, 0° 53′ 09″ E / 41.269217914508°N,0.88574926803332°E                |                                            |                                       | Modifica les dades a Wikidata |
|        | font del Mas d'en Viles | Cornudella de Montsant | font         |                             | 41° 16′ 49″ N, 0° 58′ 02″ E / 41.2802038079162°N,0.967178727754991°E              |                                            |                                       | Modifica les dades a Wikidata |

## masia
| imatge | Nom                       | Ubicat a                                  | instància de | Detalls                     | coordenades                                                                   | Protecció                                  | Commons (més fotos)                          | Dades a WD                    |
| ------ | ------------------------- | ----------------------------------------- | ------------ | --------------------------- | ----------------------------------------------------------------------------- | ------------------------------------------ | -------------------------------------------- | ----------------------------- |
|        | Ca l'Argany               | Cornudella de Montsant                    | masia        |                             | 41° 18′ 03″ N, 0° 54′ 44″ E / 41.3009287760778°N,0.912333730037491°E 809 msnm |                                            | Ca l'Argany                                  | Modifica les dades a Wikidata |
|        | Casa del Bonet            | Cornudella de Montsant                    | masia        |                             | 41° 18′ 02″ N, 0° 55′ 01″ E / 41.3006151230253°N,0.916894321769393°E          |                                            |                                              | Modifica les dades a Wikidata |
|        | Caseta de l'Hortínia      | Cornudella de Montsant                    | masia        |                             | 41° 15′ 42″ N, 0° 55′ 41″ E / 41.2617363547911°N,0.928121801755265°E          |                                            |                                              | Modifica les dades a Wikidata |
|        | Caseta del Collet         | Cornudella de Montsant                    | masia        |                             | 41° 15′ 41″ N, 0° 56′ 05″ E / 41.2612588795964°N,0.934630422926527°E          |                                            |                                              | Modifica les dades a Wikidata |
|        | Caseta del Franquet       | Cornudella de Montsant                    | masia        |                             | 41° 15′ 29″ N, 0° 56′ 28″ E / 41.2580538532778°N,0.941248516070463°E          |                                            |                                              | Modifica les dades a Wikidata |
|        | Caseta del Jaume          | Cornudella de Montsant                    | masia        |                             | 41° 16′ 00″ N, 0° 57′ 11″ E / 41.2667673444122°N,0.953067560589402°E          |                                            |                                              | Modifica les dades a Wikidata |
|        | Caseta del Tano           | Cornudella de Montsant                    | masia        |                             | 41° 18′ 57″ N, 0° 55′ 34″ E / 41.315886636°N,0.92605383566043°E               |                                            |                                              | Modifica les dades a Wikidata |
|        | Caseta del Titi           | Cornudella de Montsant                    | masia        |                             | 41° 15′ 44″ N, 0° 55′ 49″ E / 41.2622068726644°N,0.93024361069182°E           |                                            |                                              | Modifica les dades a Wikidata |
|        | Mas d'en Candi            | Cornudella de Montsant                    | masia        |                             | 41° 15′ 43″ N, 0° 57′ 09″ E / 41.2618107802084°N,0.952410703168704°E          |                                            |                                              | Modifica les dades a Wikidata |
|        | Mas d'en Canut            | Cornudella de Montsant                    | masia        |                             | 41° 16′ 38″ N, 0° 55′ 40″ E / 41.2773283135057°N,0.927664422977484°E          |                                            |                                              | Modifica les dades a Wikidata |
|        | Mas d'en Gil              | Cornudella de Montsant                    | masia        |                             | 41° 16′ 32″ N, 0° 57′ 50″ E / 41.2755433925301°N,0.963908753122524°E          |                                            |                                              | Modifica les dades a Wikidata |
|        | Mas d'en Gris             | Cornudella de Montsant                    | masia        |                             | 41° 16′ 34″ N, 0° 57′ 56″ E / 41.276060040025°N,0.96552105684364°E            |                                            |                                              | Modifica les dades a Wikidata |
|        | Mas d'en Lluc             | Cornudella de Montsant                    | masia        |                             | 41° 17′ 46″ N, 0° 55′ 40″ E / 41.296104265917°N,0.92787514491681°E 672 msnm   |                                            | Mas d'en Lluc (Cornudella del Montsant)      | Modifica les dades a Wikidata |
|        | Mas d'en Palau            | Cornudella de Montsant                    | masia        |                             | 41° 18′ 18″ N, 0° 53′ 51″ E / 41.3048847685447°N,0.897599303469822°E          |                                            |                                              | Modifica les dades a Wikidata |
|        | Mas d'en Pere Jeroni      | Cornudella de Montsant                    | masia        |                             | 41° 16′ 58″ N, 0° 55′ 31″ E / 41.2828763403917°N,0.925148488986989°E          |                                            |                                              | Modifica les dades a Wikidata |
|        | Mas d'en Ponç             | Cornudella de Montsant Vilanova de Prades | masia        |                             | 41° 19′ 26″ N, 0° 55′ 29″ E / 41.323966663344°N,0.92460275454729°E            |                                            |                                              | Modifica les dades a Wikidata |
|        | Mas d'en Ribelles         | Cornudella de Montsant                    | masia        |                             | 41° 15′ 53″ N, 0° 58′ 05″ E / 41.2646638673748°N,0.96804293338149°E           |                                            |                                              | Modifica les dades a Wikidata |
|        | Mas d'en Ribelles de Baix | Cornudella de Montsant                    | masia        |                             | 41° 15′ 37″ N, 0° 57′ 54″ E / 41.2603122963318°N,0.964919210658511°E          |                                            |                                              | Modifica les dades a Wikidata |
|        | Mas d'en Tomàs            | Cornudella de Montsant                    | masia        |                             | 41° 14′ 15″ N, 0° 53′ 45″ E / 41.2374100163756°N,0.895945535052551°E          |                                            |                                              | Modifica les dades a Wikidata |
|        | Mas d'en Torner           | Cornudella de Montsant                    | masia        |                             | 41° 14′ 40″ N, 0° 54′ 20″ E / 41.244362249897°N,0.90564442282672°E            |                                            |                                              | Modifica les dades a Wikidata |
|        | Mas d'en Viles            | Cornudella de Montsant                    | masia        |                             | 41° 16′ 48″ N, 0° 57′ 56″ E / 41.2800652030291°N,0.965451717328144°E          |                                            |                                              | Modifica les dades a Wikidata |
|        | Mas de Can Secúries       | Cornudella de Montsant                    | masia        |                             | 41° 13′ 53″ N, 0° 54′ 05″ E / 41.2314128935474°N,0.90145920592708°E           |                                            |                                              | Modifica les dades a Wikidata |
|        | Mas de Perinet            | Cornudella de Montsant                    | masia        |                             | 41° 13′ 20″ N, 0° 53′ 01″ E / 41.222343760282°N,0.88368155092887°E            |                                            |                                              | Modifica les dades a Wikidata |
|        | Mas de Regiments          | Cornudella de Montsant                    | masia        |                             | 41° 14′ 15″ N, 0° 54′ 01″ E / 41.2374344068814°N,0.900240362458542°E          |                                            |                                              | Modifica les dades a Wikidata |
|        | Mas de Sant Marcell       | Cornudella de Montsant                    | masia        |                             | 41° 14′ 03″ N, 0° 52′ 53″ E / 41.2342401964759°N,0.881251967606091°E          |                                            |                                              | Modifica les dades a Wikidata |
|        | Mas de l'Anglès           | Cornudella de Montsant                    | masia        |                             | 41° 17′ 42″ N, 0° 55′ 10″ E / 41.295053325673°N,0.91954855039053°E            |                                            |                                              | Modifica les dades a Wikidata |
|        | Mas de l'Extremenyo       | Cornudella de Montsant                    | masia        |                             | 41° 16′ 57″ N, 0° 57′ 23″ E / 41.2826256635086°N,0.956440628124997°E          |                                            |                                              | Modifica les dades a Wikidata |
|        | Mas de la Barba           | Cornudella de Montsant                    | masia        |                             | 41° 16′ 14″ N, 0° 57′ 31″ E / 41.2706013319989°N,0.958475218935442°E          |                                            |                                              | Modifica les dades a Wikidata |
|        | Mas de la Noguera         | Cornudella de Montsant                    | masia        |                             | 41° 17′ 16″ N, 0° 57′ 58″ E / 41.2878209369142°N,0.965998846684536°E          |                                            |                                              | Modifica les dades a Wikidata |
|        | Mas de la Palla           | Cornudella de Montsant                    | masia        |                             | 41° 17′ 02″ N, 0° 55′ 51″ E / 41.28398917°N,0.93083056°E 659.9 msnm           |                                            |                                              | Modifica les dades a Wikidata |
|        | Mas de les Moreres        | Cornudella de Montsant                    | masia        | Estil: arquitectura popular | 41° 13′ 53″ N, 0° 54′ 06″ E / 41.2315°N,0.901796°E                            | bé cultural d'interès local                | Mas de les Moreres (Cornudella de Montsant)  | Modifica les dades a Wikidata |
|        | Mas de n'Oliver           | Cornudella de Montsant                    | masia        |                             | 41° 17′ 34″ N, 0° 55′ 59″ E / 41.29281667°N,0.93309167°E 661 msnm             |                                            |                                              | Modifica les dades a Wikidata |
|        | Mas del Belard            | Cornudella de Montsant                    | masia        |                             | 41° 18′ 42″ N, 0° 54′ 16″ E / 41.3117208305417°N,0.904499296028424°E          |                                            |                                              | Modifica les dades a Wikidata |
|        | Mas del Gravat            | Cornudella de Montsant                    | masia        |                             | 41° 16′ 37″ N, 0° 57′ 39″ E / 41.2768404635725°N,0.960859675515766°E          |                                            |                                              | Modifica les dades a Wikidata |
|        | Mas del Pataco            | Cornudella de Montsant                    | masia        |                             | 41° 19′ 10″ N, 0° 54′ 34″ E / 41.3195023470543°N,0.909423109131052°E          |                                            |                                              | Modifica les dades a Wikidata |
|        | Mas del Rodés             | Cornudella de Montsant                    | masia        |                             | 41° 13′ 53″ N, 0° 54′ 02″ E / 41.2313684916005°N,0.900506134590773°E          |                                            |                                              | Modifica les dades a Wikidata |
|        | Mas del Salín             | Cornudella de Montsant                    | masia        |                             | 41° 15′ 05″ N, 0° 56′ 46″ E / 41.2515114838907°N,0.946108602595174°E          |                                            |                                              | Modifica les dades a Wikidata |
|        | Mas del Tambor            | Cornudella de Montsant                    | masia        |                             | 41° 12′ 49″ N, 0° 52′ 43″ E / 41.2135720384526°N,0.878484042758237°E          |                                            |                                              | Modifica les dades a Wikidata |
|        | Mas del Tomaset           | Cornudella de Montsant                    | masia        |                             | 41° 14′ 59″ N, 0° 54′ 24″ E / 41.249784990514°N,0.90666461710812°E            |                                            |                                              | Modifica les dades a Wikidata |
|        | Maset d'en Lluc           | Cornudella de Montsant                    | masia        |                             | 41° 18′ 09″ N, 0° 54′ 54″ E / 41.3025538693472°N,0.915029033902073°E 779 msnm |                                            | Maset d'en Lluc                              | Modifica les dades a Wikidata |
|        | Maset d'en Ribes          | Cornudella de Montsant                    | masia        |                             | 41° 18′ 09″ N, 0° 54′ 58″ E / 41.3025366760101°N,0.916068722336193°E 765 msnm |                                            | Maset d'en Ribes                             | Modifica les dades a Wikidata |
|        | Masia de l'Hereu          | Cornudella de Montsant                    | masia        |                             | 41° 16′ 23″ N, 0° 56′ 43″ E / 41.272999045279°N,0.94532039102719°E            |                                            |                                              | Modifica les dades a Wikidata |
|        | Xalet del Pantà           | Cornudella de Montsant                    | masia        |                             | 41° 15′ 03″ N, 0° 54′ 38″ E / 41.2508198099576°N,0.910684158994714°E          |                                            |                                              | Modifica les dades a Wikidata |
|        | corrals de l'Argany       | Cornudella de Montsant                    | masia cabana | Estat: ruïnós               | 41° 18′ 36″ N, 0° 55′ 14″ E / 41.310136°N,0.920663°E 788 msnm                 |                                            | Corrals de l'Argany                          | Modifica les dades a Wikidata |
|        | els Hostalets             | Cornudella de Montsant                    | masia        | Estat: ruïnós               | 41° 17′ 52″ N, 0° 54′ 31″ E / 41.297704°N,0.908621°E 794 msnm                 |                                            | Els Hostalets (Cornudella de Montsant)       | Modifica les dades a Wikidata |
|        | l'Hostal de la Magina     | Cornudella de Montsant                    | masia        |                             | 41° 17′ 58″ N, 0° 54′ 46″ E / 41.2994247062153°N,0.912835570336687°E 750 msnm |                                            | Hostal de la Magina                          | Modifica les dades a Wikidata |
|        | la Venta del Pubill       | Cornudella de Montsant                    | masia        | Estil: arquitectura popular | 41° 14′ 09″ N, 0° 53′ 41″ E / 41.2357°N,0.894815°E                            | bé integrant del patrimoni cultural català | La Venta del Pubill (Cornudella de Montsant) | Modifica les dades a Wikidata |

## molí d'aigua
| imatge | Nom                          | Ubicat a               | instància de | Detalls                     | coordenades                                                          | Protecció                                  | Commons (més fotos)     | Dades a WD                    |
| ------ | ---------------------------- | ---------------------- | ------------ | --------------------------- | -------------------------------------------------------------------- | ------------------------------------------ | ----------------------- | ----------------------------- |
|        | Els Quatre Molins            | Cornudella de Montsant | molí d'aigua |                             | 41° 15′ 59″ N, 0° 58′ 21″ E / 41.26638°N,0.97253°E                   | bé integrant del patrimoni cultural català |                         | Modifica les dades a Wikidata |
|        | Molí Nou de les Moreres      | Cornudella de Montsant | molí d'aigua | Estil: arquitectura popular | 41° 13′ 48″ N, 0° 54′ 25″ E / 41.230075°N,0.906932°E                 | bé integrant del patrimoni cultural català |                         | Modifica les dades a Wikidata |
|        | Molí d'en Parreu             | Cornudella de Montsant | molí d'aigua | Estil: arquitectura popular |                                                                      | bé integrant del patrimoni cultural català |                         | Modifica les dades a Wikidata |
|        | Molí de l'Esquirola          | Cornudella de Montsant | molí d'aigua | Estil: arquitectura popular | 41° 15′ 54″ N, 0° 57′ 38″ E / 41.2649550688487°N,0.960573070259232°E | bé integrant del patrimoni cultural català |                         | Modifica les dades a Wikidata |
|        | Molí del Pont                | Cornudella de Montsant | molí d'aigua | Estil: arquitectura popular | 41° 14′ 38″ N, 0° 54′ 06″ E / 41.2438212175528°N,0.901766185468593°E | bé integrant del patrimoni cultural català |                         | Modifica les dades a Wikidata |
|        | Molí del Salvat de Baix      | Cornudella de Montsant | molí d'aigua | Estil: arquitectura popular | 41° 15′ 09″ N, 0° 55′ 53″ E / 41.252365°N,0.931281°E 475 msnm        | bé integrant del patrimoni cultural català | Molí del Salvat de Baix | Modifica les dades a Wikidata |
|        | Molí dels Albins             | Cornudella de Montsant | molí d'aigua | Estil: arquitectura popular | 41° 14′ 10″ N, 0° 53′ 23″ E / 41.2361723625902°N,0.88984025383913°E  | bé integrant del patrimoni cultural català |                         | Modifica les dades a Wikidata |
|        | Molí paperer d'en Pere Vidal | Cornudella de Montsant | molí d'aigua | Estil: arquitectura popular |                                                                      | bé integrant del patrimoni cultural català |                         | Modifica les dades a Wikidata |

## muntanya
| imatge | Nom                  | Ubicat a                      | instància de | Detalls | coordenades                                                          | Protecció | Commons (més fotos)                    | Dades a WD                    |
| ------ | -------------------- | ----------------------------- | ------------ | ------- | -------------------------------------------------------------------- | --------- | -------------------------------------- | ----------------------------- |
|        | Cantacorbs           | Cornudella de Montsant        | muntanya     |         | 41° 16′ 22″ N, 0° 57′ 08″ E / 41.2727°N,0.952206°E 922.2 msnm        |           |                                        | Modifica les dades a Wikidata |
|        | Cantagallo           | Cornudella de Montsant        | muntanya     |         | 41° 13′ 34″ N, 0° 53′ 22″ E / 41.2262°N,0.889319°E 666 msnm          |           |                                        | Modifica les dades a Wikidata |
|        | Lo Tossal            | Cornudella de Montsant        | muntanya     |         | 41° 16′ 41″ N, 0° 56′ 51″ E / 41.27794722°N,0.94761111°E 975 msnm    |           |                                        | Modifica les dades a Wikidata |
|        | Siuranella           | Cornudella de Montsant        | muntanya     |         | 41° 15′ 54″ N, 0° 56′ 01″ E / 41.265°N,0.933617°E 754.1 msnm         |           |                                        | Modifica les dades a Wikidata |
|        | Tossal de Cantacorbs | Cornudella de Montsant        | muntanya     |         | 41° 15′ 29″ N, 0° 53′ 14″ E / 41.25798889°N,0.88733889°E 641 msnm    |           |                                        | Modifica les dades a Wikidata |
|        | Tossal de Paradís    | Cornudella de Montsant        | muntanya     |         | 41° 14′ 42″ N, 0° 53′ 36″ E / 41.24486667°N,0.89321389°E 561.5 msnm  |           |                                        | Modifica les dades a Wikidata |
|        | el Calvari           | Cornudella de Montsant        | muntanya     |         | 41° 15′ 46″ N, 0° 54′ 03″ E / 41.2627°N,0.900833°E 572.8 msnm        |           |                                        | Modifica les dades a Wikidata |
|        | el Puntal            | Cornudella de Montsant        | muntanya     |         | 41° 17′ 20″ N, 0° 56′ 36″ E / 41.2887722222°N,0.943375°E 1006.3 msnm |           |                                        | Modifica les dades a Wikidata |
|        | el Tossal            | Cornudella de Montsant        | muntanya     |         | 41° 15′ 52″ N, 0° 54′ 54″ E / 41.26451944°N,0.91508333°E 622.3 msnm  |           | El Tossal (Cornudella de Montsant)     | Modifica les dades a Wikidata |
|        | la Bóta              | Cornudella de Montsant        | muntanya     |         | 41° 17′ 14″ N, 0° 56′ 31″ E / 41.2873°N,0.941947°E 1026.9 msnm       |           |                                        | Modifica les dades a Wikidata |
|        | la Gritella          | Cornudella de Montsant Prades | muntanya     |         | 41° 17′ 59″ N, 0° 57′ 39″ E / 41.29963611°N,0.96088889°E 1092.9 msnm |           |                                        | Modifica les dades a Wikidata |
|        | la Marmolina         | Cornudella de Montsant        | muntanya     |         | 41° 16′ 49″ N, 0° 57′ 01″ E / 41.28019722°N,0.95037917°E 970.8 msnm  |           |                                        | Modifica les dades a Wikidata |
|        | les Solanetes        | Cornudella de Montsant        | muntanya     |         | 41° 17′ 03″ N, 0° 56′ 35″ E / 41.28419889°N,0.94293611°E 1053.2 msnm |           | Les Solanetes (Cornudella de Montsant) | Modifica les dades a Wikidata |

## pont
| imatge | Nom                | Ubicat a               | instància de | Detalls                                              | coordenades                                                          | Protecció                                  | Commons (més fotos)                    | Dades a WD                    |
| ------ | ------------------ | ---------------------- | ------------ | ---------------------------------------------------- | -------------------------------------------------------------------- | ------------------------------------------ | -------------------------------------- | ----------------------------- |
|        | Pont de l'Íntim    | Cornudella de Montsant | pont         |                                                      | 41° 15′ 53″ N, 0° 54′ 27″ E / 41.264802938486°N,0.907444999247563°E  |                                            |                                        | Modifica les dades a Wikidata |
|        | Pont de la Comella | Cornudella de Montsant | pont         |                                                      | 41° 15′ 57″ N, 0° 54′ 34″ E / 41.2658482186765°N,0.909452915957465°E |                                            |                                        | Modifica les dades a Wikidata |
|        | Pont del Lluc      | Cornudella de Montsant | pont         |                                                      | 41° 18′ 39″ N, 0° 56′ 09″ E / 41.3107730912585°N,0.935779489381356°E |                                            |                                        | Modifica les dades a Wikidata |
|        | Pont del Molí      | Cornudella de Montsant | pont         | Estil: arquitectura popular Travessa: riu de Siurana | 41° 14′ 35″ N, 0° 54′ 04″ E / 41.243072°N,0.900986°E                 | bé integrant del patrimoni cultural català | Pont del Molí (Cornudella de Montsant) | Modifica les dades a Wikidata |
|        | lo Pont Gran       | Cornudella de Montsant | pont         |                                                      | 41° 14′ 04″ N, 0° 53′ 38″ E / 41.2344383604531°N,0.894012478212369°E |                                            |                                        | Modifica les dades a Wikidata |

## serra
| imatge | Nom                  | Ubicat a | instància de | Detalls            | coordenades                                                       | Protecció | Commons (més fotos)  | Dades a WD                    |
| ------ | -------------------- | --- | ------------ | ------------------ | ----------------------------------------------------------------- | --------- | -------------------- | ----------------------------- |
|        | Collet dels Colls    | Arbolí Cornudella de Montsant | serra        |                    | 41° 14′ 34″ N, 0° 55′ 37″ E / 41.24286667°N,0.92698889°E 718 msnm |           |                      | Modifica les dades a Wikidata |
|        | La Serra             | Cornudella de Montsant la Morera de Montsant                                                                                                  | serra        |                    | 41° 15′ 15″ N, 0° 52′ 55″ E / 41.2541°N,0.881814°E 697.3 msnm     |           |                      | Modifica les dades a Wikidata |
|        | Serra de la Gritella | Cornudella de Montsant Prades | serra        |                    | 41° 17′ 20″ N, 0° 56′ 36″ E / 41.2888°N,0.943375°E 1135.2 msnm    |           | Serra de la Gritella | Modifica les dades a Wikidata |
|        | serra de Montsant    | la Morera de Montsant Cabassers Ulldemolins Cornudella de Montsant la Vilella Alta la Vilella Baixa la Bisbal de Montsant la Figuera Margalef | serra        | Superfície: 135km² | 41° 17′ 35″ N, 0° 47′ 52″ E / 41.29295278°N,0.79780278°E          |           | Montsant             | Modifica les dades a Wikidata |
|        | serra del Molló      | Cornudella de Montsant Porrera | serra        |                    | 41° 12′ 48″ N, 0° 54′ 01″ E / 41.2134°N,0.900383°E 914.6 msnm     |           | Serra del Molló      | Modifica les dades a Wikidata |
|        | serrall del Mig      | Cornudella de Montsant | serra        |                    | 41° 18′ 32″ N, 0° 54′ 08″ E / 41.309°N,0.902163°E 775.5 msnm      |           |                      | Modifica les dades a Wikidata |

## zona humida
| imatge | Nom                                   | Ubicat a               | instància de                         | Detalls             | coordenades                                               | Protecció | Commons (més fotos) | Dades a WD                    |
| ------ | ------------------------------------- | ---------------------- | ------------------------------------ | ------------------- | --------------------------------------------------------- | --------- | ------------------- | ----------------------------- |
|        | Assut de la Venta de Pubill           | Cornudella de Montsant | zona humida presa de materials solts | Superfície: 12.29ha | 41° 14′ 05″ N, 0° 53′ 27″ E / 41.2348°N,0.8909°E 385 msnm |           |                     | Modifica les dades a Wikidata |
|        | Herbassars del barranc dels Enllosats | Cornudella de Montsant | zona humida                          | Superfície: 0.54ha  | 41° 18′ 40″ N, 0° 56′ 09″ E / 41.3111°N,0.935739°E        |           |                     | Modifica les dades a Wikidata |

## Misc
| imatge | Nom                                                                    | Ubicat a                       | instància de                                | Detalls                                                       | coordenades                                                                                | Protecció                                                                                        | Commons (més fotos)                        | Dades a WD                    |
| ------ | ---------------------------------------------------------------------- | ------------------------------ | ------------------------------------------- | ------------------------------------------------------------- | ------------------------------------------------------------------------------------------ | ------------------------------------------------------------------------------------------------ | ------------------------------------------ | ----------------------------- |
|        | Abric de Gallicant                                                     | Cornudella de Montsant         | jaciment arqueològic gruta amb art rupestre |                                                               | 41° 15′ 31″ N, 0° 57′ 19″ E / 41.258692°N,0.955187°E                                       | bé d'interès cultural lloc component de Patrimoni de la Humanitat bé cultural d'interès nacional |                                            | Modifica les dades a Wikidata |
|        | Ajuntament de Cornudella de Montsant                                   | Cornudella de Montsant         | casa consistorial                           | Estil: arquitectura eclèctica                                 | 41° 15′ 53″ N, 0° 54′ 18″ E / 41.2647°N,0.905129°E                                         | bé integrant del patrimoni cultural català                                                       | Ajuntament de Cornudella de Montsant       | Modifica les dades a Wikidata |
|        | Castell de Siurana                                                     | Cornudella de Montsant         | castell                                     | Estil: arquitectura romànica arquitectura popular             | 41° 15′ 30″ N, 0° 56′ 06″ E / 41.2583°N,0.935°E 748 msnm                                   | bé cultural d'interès nacional                                                                   | Castell de Siurana                         | Modifica les dades a Wikidata |
|        | Celler Cooperatiu de Cornudella de Montsant                            | Cornudella de Montsant         | edifici                                     | Arquitecte: Cèsar Martinell i Brunet Estil: modernisme català | 41° 15′ 49″ N, 0° 54′ 17″ E / 41.2636°N,0.904672°E ca:Carrer del Comte de Rius, 2 520 msnm | bé d'interès cultural bé cultural d'interès nacional                                             | Celler Cooperatiu (Cornudella de Montsant) | Modifica les dades a Wikidata |
|        | Forn de calç Camí de Poboleda                                          | Cornudella de Montsant         | forn de calç                                | Estil: arquitectura popular                                   |                                                                                            | bé integrant del patrimoni cultural català                                                       |                                            | Modifica les dades a Wikidata |
|        | Forn de guix de Collblanc                                              | Cornudella de Montsant         | forn de guix                                | Estil: arquitectura popular                                   |                                                                                            | bé integrant del patrimoni cultural català                                                       |                                            | Modifica les dades a Wikidata |
|        | Forn rajoler del Mas de Pere Jeroni                                    | Cornudella de Montsant         | teuleria                                    | Estil: arquitectura popular                                   |                                                                                            | bé integrant del patrimoni cultural català                                                       |                                            | Modifica les dades a Wikidata |
|        | Pou de neu de Siurana                                                  | Cornudella de Montsant         | pou de neu                                  | Estil: arquitectura popular                                   |                                                                                            | bé integrant del patrimoni cultural català                                                       |                                            | Modifica les dades a Wikidata |
|        | creu del Coll d'Albarca                                                | Cornudella de Montsant         | creu de terme                               |                                                               | 41° 18′ 10″ N, 0° 54′ 54″ E / 41.30282497977819°N,0.9150731563568116°E Albarca 774 msnm    |                                                                                                  | Creu del Coll d'Albarca                    | Modifica les dades a Wikidata |
|        | la Torre Alta                                                          | Cornudella de Montsant         | torre de defensa                            |                                                               | 41° 15′ 32″ N, 0° 55′ 59″ E / 41.2587520699282°N,0.932966749426787°E                       |                                                                                                  |                                            | Modifica les dades a Wikidata |
|        | paisatge agrícola de la muntanya mediterrània Priorat-Montsant-Siurana | Siurana província de Tarragona | paisatge cultural                           |                                                               |                                                                                            | Candidat a Patrimoni de la Humanitat                                                             |                                            | Modifica les dades a Wikidata |
|        | pantà de Siurana                                                       | Cornudella de Montsant         | embassament Ús: regadiu aigua potable       | Superfície: 0.85km² Volum: 12.21hm³ Conca: 60km²              | 41° 14′ 59″ N, 0° 54′ 50″ E / 41.2497°N,0.913803°E                                         |                                                                                                  | Pantà de Siurana                           | Modifica les dades a Wikidata |
|        | plaça de la Vila                                                       | Cornudella de Montsant         | plaça                                       | Estil: arquitectura popular                                   | 41° 15′ 57″ N, 0° 54′ 21″ E / 41.2657°N,0.905808°E                                         | bé cultural d'interès local                                                                      | Plaça de la Vila (Cornudella de Montsant)  | Modifica les dades a Wikidata |
|        | presa de Siurana                                                       | Cornudella de Montsant         | presa de gravetat                           | 1968 Llarg: 274m Alt: 63m                                     | 41° 14′ 58″ N, 0° 54′ 50″ E / 41.249498°N,0.91384°E                                        |                                                                                                  |                                            | Modifica les dades a Wikidata |
|        | refugi Ciríac Bonet                                                    | Cornudella de Montsant         | refugi de muntanya                          | 1934-12-16 Anomenat per: Ciríac Bonet                         | 41° 15′ 31″ N, 0° 55′ 58″ E / 41.2585°N,0.9328194444444444°E Siurana                       |                                                                                                  |                                            | Modifica les dades a Wikidata |